# Puerto Limón
Puerto Limón, eller bara Limón, är Costa Ricas näst största stad med totalt ca 105 000 invånare. Staden ligger i östra Costa Rica och är huvudstad i provinsen Limón. Invånarna i staden talar spanska och mekatelyu, en slags kreolengelska.

## Distrikt
Puerto Limón är uppdelat i fyra distrikt som i sin tur är uppdelade i pueblos och poblados (grannskap och byar).
| Limóns distrikt      | | |
| Distrikt (Distritos) | Grannskap (Pueblos) | Byar (Poblados) |
| 1. Limón             | Bellavista, Bohío, Bosque, Cangrejos, Cariari, Cerro Mocho, Cielo Amarillo, Cristóbal Colón o Cieneguita, Corales (1, 2 och 3), Cruce, Fortín, Hospital, Laureles, Limóncito, Moín, Piuta, Portete, Pueblo Nuevo, Roosevelt, San Juan, Santa Eduviges, Trinidad, Veracruz, Colina, Ceibón, Pacuare | Buenos Aires, Cocal, Dos Bocas, Empalme Moin, Milla Nueve, Santa Rosa |
| 2. Valle La Estrella | Alsacia, Armenia, Atalanta, Boca Río Estrella, Bocuare, Bonifacio, Buenavista, Burrico, Calveri, Casa Amarilla, Cerere, Colonia, Concepciòn, Cuen, Chirripó Abajo, Duruy, Fortuna, Guaria, Hueco, I Griega, Loras, Miramar, Nanabre, Nubes, Penshurt, Pleyades, Provenir, Progreso, Río Ley, Río Seco, San Andrés, San Carlos, San Clemente, San Rafael, Talía, Tobruk, Tuba Creek, Valle Las Rosas, Vesta | |
| 3. Río Blanco        | Liverpool | Brisas, Búfalo, México, Milla 9, Miravalles, Río Blanco, Río Cedro, Río Madre, Río Quito, Sandoval, Santa Rita, Victoria |
| 4. Matama            | Bomba | Aguas Zarcas, Asuncióm, Bananito Norte, Bananito Sur, Bearesem, Beverley, Calle Tranvía, Castillo Nuevo, Dondonia, Filadelfia Norte, Filadelfia Sur, Kent, Manú, María Luisa, Mountain Cow, Polonia, Quitaría, Tigre, Trébol, Wesfalia |

## Kultur
Puerto Limón är känt i Costa Rica för sin årliga höstfestival som inträffar veckan den 12 oktober, dagen då Columbus ankrade första gången på Puerto Limóns kust 1502, på sin fjärde resa. Festivalen startades av lokal ledare och aktivist, Alfred Josiah Henry Smith (känd som "Mister King"), som hjälpte till att organisera den första karnevalen i oktober 1949. Evenemanget sträcker sig ca en vecka (över två helger), och innehåller en parad, mat, musik, dans, och på den sista natten, en konsert i Parque Vargas med ett stort latino- eller karibiskt- musikframträdande som huvudnummer.

## Flygplats
Limóns flygplats ägs av Pablo Zidar International Airport (spanska: Aeropuerto Internacional Pablo Zidar, Limón), och har en landningsbana som är 1.800 m lång och 30m bred, 2m över havet, vid kusten söder om staden.